# Wiz Khalifa
Cameron Jibril Thomaz (* 8. září 1987, Minot, Severní Dakota, USA), spíše známý jako Wiz Khalifa, je americký rapper nejvíce známý pro své hity "Black and Yellow" a "See You Again" duet s Charliem Puthem.

## Stručná biografie

### Dětství
Narodil se v roce 1987 ve městě Minot v unijním státě Severní Dakota. Oba jeho rodiče sloužili v Armádě Spojených států, ale rozvedli se, když byly chlapci tři roky. Cameron zůstal se svou matkou. V roce 2002 se přestěhovali do Pittsburghu, kde nastoupil na střední školu Taylor Allderdice High School. Ve stejné době získal přezdívku "Wiz", což je zkráceně a se změněným pravopisem wisdom (moudrost). Později jej muslimský strýc nazval "Khalifa" (Chalífa), což je titul užívaný nástupci proroka Mohameda.

### Rapperská kariéra

#### Show and Prove (2005-2006)
V roce 2005 vydal Wiz Khalifa svůj první mixtape nazvaný Prince of the City: Welcome to Pistolvania, ten vedl ke smlouvě s nezávislým labelem Rostrum Records, kde v roce 2006 vydal své debutové album Show and Prove.

#### Deal or No Deal (2007-09)
Roku 2007 získal smlouvu u Warner Bros. Records, což je tzv. major label. U Rostrum Records ve stejném roce vydal dva mixtapy Grow Season a Prince of the City 2. Na konci prosince 2007 vydal u Warner Bros. svůj první singl nazvaný "Say Yeah". Tato písnička ve stylu electro hop se sice nedostala do hitparády Billboard Hot 100, ale umístila se na 20. místě v žebříčku Billboard Rap Songs a na 19. pozici v Billboard Bubbling Under Hot 100 Singles. Během roku 2008 vydal u Rostrum Records další mixtape nazvaný Star Power. Warner Bros ovšem stále odkládal vydání jeho plánovaného alba First Flight, a tak se Wiz Khalifa v červenci 2009 vyvázal ze smlouvy.
Ve stejném roce vydal u Rostrum Records mixtapy Flight School a Burn After Rolling. Také nahrál společný mixtape s rapperem Curren€y, který nesl název How Fly. V listopadu 2009 vydal u téhož labelu své druhé album nazvané Deal or No Deal, celkem se alba prodalo okolo 50 000 kusů.

#### Rolling Papers (2010-2011)
V dubnu 2010 vydal Wiz Khalifa další mixtape nazvaný Kush & Orange Juice. Ten vedl k jeho smlouvě s novým major labelem Atlantic Records. Poté vystoupil na festivalech Soundset 2010 a Rock the Bells. Také odjel na své vlastní tour nazvané "Waken Baken", kde mu dělal doprovod rapper Yelawolf. Od října 2010 bylo každé jeho vystoupení na tomto tour beznadějně vyprodané. Zásluhu na tom měl jeho nový singl "Black and Yellow" vydaný v září 2010. Tato píseň se dlouho držela v top 10 Billboard Hot 100 až se nakonec v únoru 2011 vyšplhala na první pozici. Úspěšnost také ukazuje zisk certifikace 3x platinový singl od společnosti RIAA. Barvy v názvu písně odkazují na tým Pittsburgh Steelers, který se dostal až do finále Super Bowlu a sebou na vrchol vytáhl i Khalifu s jeho singlem. V únoru 2011 vydal propagační mixtape nazvaný Cabin Fever.
V březnu 2011 vyšlo jeho debutové studiové album Rolling Papers, kterého se první týden prodeje v USA prodalo okolo 197 000 kusů, čímž dosáhlo na druhou příčku v žebříčku Billboard 200. Celkem se ho v USA prodalo 780 000 kusů.

#### O.N.I.F.C. (2012 - 2013)
Rok po vydání svého major label debutu vydal mixtape Taylor Allderdice. Současně nahrával i své druhé major album nazvané O.N.I.F.C. (Only Nigga In First Class), které mělo být původně vydáno 28. srpna 2012 pod Atlantic Records. Prvním singlem je píseň "Work Hard, Play Hard", která byla zveřejněna 23. dubna. Debutovala na 17. příčce v USA. V srpnu bylo album odloženo na 18. září 2012. V září bylo odloženo na neurčité datum během roku 2012. V říjnu 2012 vydal mixtape Cabin Fever 2. Album bylo vydáno 4. prosince 2012. Debutovalo na 2. příčce žebříčku Billboard 200 se 148 000 prodanými kusy v první týden prodeje v USA. Celkem se v USA prodalo okolo 352 000 kusů. Dalšími singly byly písně "Remember You" (ft. The Weeknd) (63. příčka) a "Let It Go" (ft. Akon) (87. příčka). V současnosti připravuje v pořadí své 3. studiové album s názvem Blacc Hollywood, které vyjde v průběhu roku 2014.

#### Blacc Hollywood (2014 - 2015)
V dubnu 2013 oznámil začátek prací na svém třetím albu. V červnu 2013 představil název alba, který zní Blacc Hollywood. Původně mělo být vydáno během roku 2013, ale bylo odloženo. V únoru 2014 byl vydán první singl z alba - píseň "We Dem Boyz". V květnu 2014 vydal propagační mixtape nazvanou 28 Grams. V červenci 2014 oznámil, že album Blacc Hollywood bude vydáno 19. srpna 2014, téhož dne zveřejnil i obal desky. Album bylo skutečně vydáno v srpnu 2014. V první týden prodeje v USA se prodalo 90 500 kusů. Celkem se v USA prodalo 190 000 kusů.
V roce 2015 byl vydán soundtrack k filmu Rychle a zběsile 7. Wiz Khalifa se na něm podílel na singlech "Go Hard or Go Home" (s Iggy Azalea) a "See You Again" (ft. Charlie Puth. První singl "Go Hard or Go Home" se v USA umístil na 86. příčce. Druhý singl "See You Again", který i ve filmu slouží jako pocta zemřelému protagonistovi Paulu Walkerovi, se nejdříve umístil na 100. příčce, ale po uvedení filmu do kin se vyhoupl nejdříve na 10. příčku a poté i na 1. příčku. Úspěch zaznamenal i v dalších zemích. V USA se stal diamantovým, ve Spojeném království 2x platinovým, v Kanadě 3x platinovým, v Austrálii 5x platinovým a na Novém Zélandu 3x platinovým. Píseň se na první příčce žebříčku Billboard Hot 100 držela dvanáct týdnů (od 25. dubna do 5. června, a poté znovu od 13. června do 10. července). Ve dvanáctém týdnu vyrovnala rekord nejdéle se držících rapových písní na vrcholu žebříčku. K červenci 2015 videoklip zhlédlo na YouTube přes miliardu uživatelů. Tím se stal prvním hip-hopovým videoklipem, který toho dosáhl. V červenci 2017 na Youtube videoklip zhlédlo 2,9 miliardy uživatelů, tím se stal nejsledovanějším videem v historii Youtube.
Dne 31. března 2015 vydal společné EP s rapperem a zpěvákem s pseudonymem Ty Dolla $ign, který je také upsán u labelu Taylor Gang. EP nese název Talk About it in the Morning.

#### KHALIFAaRolling Papers 2(2015 - 2018)
Na konci května 2015 přes Twitter oznámil název svého čtvrtého alba, a to Rolling Papers 2: The Weed Album. Během roku 2015 z alba zveřejnil tři singly "Burn Slow" (ft. Rae Sremmurd), který se umístil na 83. příčce žebříčku Billboard Hot 100, a "No Social Media" (ft. Snoop Dogg) a "King Of Everything", z nichž se ani jeden v hitparádách neumístil.
V lednu 2016 oznámil, že jeho dalším albem, místo Rolling Papers 2: The Weed Album, bude projekt s názvem KHALIFA. Album mělo být původně vydáno 22. ledna 2016, ale bylo odloženo na 2. února. Z tohoto alba pochází singl "Bake Sale" (ft. Travis Scott) (56. příčka).
V srpnu 2017 vydal první singl ze svého dalšího alba. Singl "Something New" (ft. Ty Dolla Sign) vstoupil do žebříčku Billboard Hot 10 pouze na chvíli a dosáhl 92. příčky. V listopadu 2017 vydal mixtape Laugh Now, Fly Later, ze kterého pochází singl "Letterman", který ovšem v hitparádách nezabodoval. K propagaci svého dalšího alba postupně vydal další čtyři singly: "420 Freestyle", "Real Rich" (ft. Gucci Mane), "Hopeless Romantic" (ft. Swae Lee) a "Gin & Drugs" (ft. Problem), žádný z nich ovšem v žebříčcích neuspěl. Album Rolling Papers 2 vydal dne 13. července 2018. Tvořilo ho 25 písní o celkové délce 1h 29 min.

## Osobní život
V roce 2011 navázal vztah s modelkou Amber Rose. V červenci 2013 se vzali a téhož roku se jim narodil syn Sebastian Taylor. V září 2014 podala Rose žádost o rozvod. V létě roku 2018 se začal na veřejnosti ukazovat s modelkou Winnie Harlow. Rozešli se v průběhu následujícího roku.
Od roku 2019 je jeho partnerkou Aimee Aguilar. V červenci 2024 se narodil jejich první společný potomek, dcera Kaydence.

## Diskografie
Studiová alba
- Show and Prove (2006)
- Deal or No Deal (2009)
- Rolling Papers (2011)
- Mac & Devin Go to High School (se Snoopem Doggem) (2011)
- O.N.I.F.C. (2012)
- Blacc Hollywood (2014)
- Rolling Papers 2 (2018)
- Multiverse (2022)